# 普代水門
普代水門（ふだいすいもん）は、岩手県下閉伊郡普代村に存在する水門である。

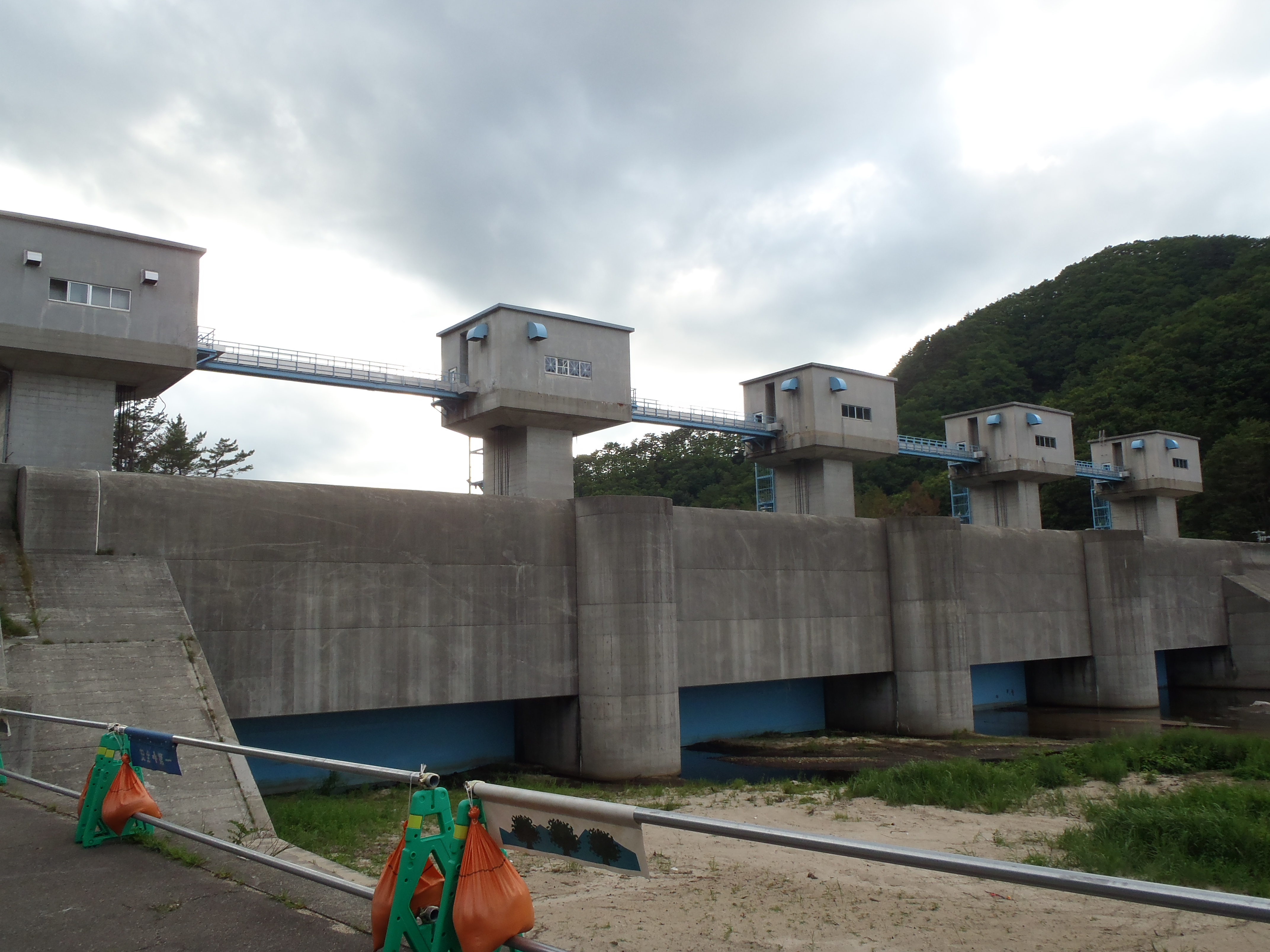
2011年8月4日海側から撮影

## 概要
普代川の河口から約300mに位置し、高さ15.5メートル・幅205メートルのコンクリート製の水門である。水門南側を岩手県道44号岩泉平井賀普代線が、北側を普代村立普代小学校、普代村立普代中学校からつながる道路がともに専用の通用門で水門内側を通過している。
普代村では、過去の大震災・大津波で多数の被害者（1896年の明治三陸地震で302名、1933年の昭和三陸地震で137名の犠牲者）を出した苦い経験から、津波から住民を守る防壁設置を検討し、このうち普代水門は1984年に完成した。建設費は35億6000万円で、太田名部防潮堤と合わせた岩手県の事業として、国・県の負担のもと行われた。水門建設の検討時には、集落の集団移転も検討されたものの、土地の有効活用や生活環境の計画的整備などの観点から、水門の建設が決定された。
また15.5メートルという高さは、計画時に「高すぎる」と非難を浴びたが、当時の村長和村幸得が「2度あることは3度あってはならない」「15メートル以上」と譲らなかった。明治時代に15メートルの波が来たという言い伝えが、1909年（明治42年）生まれの村長の頭から離れなかったためである。

## 東日本大震災

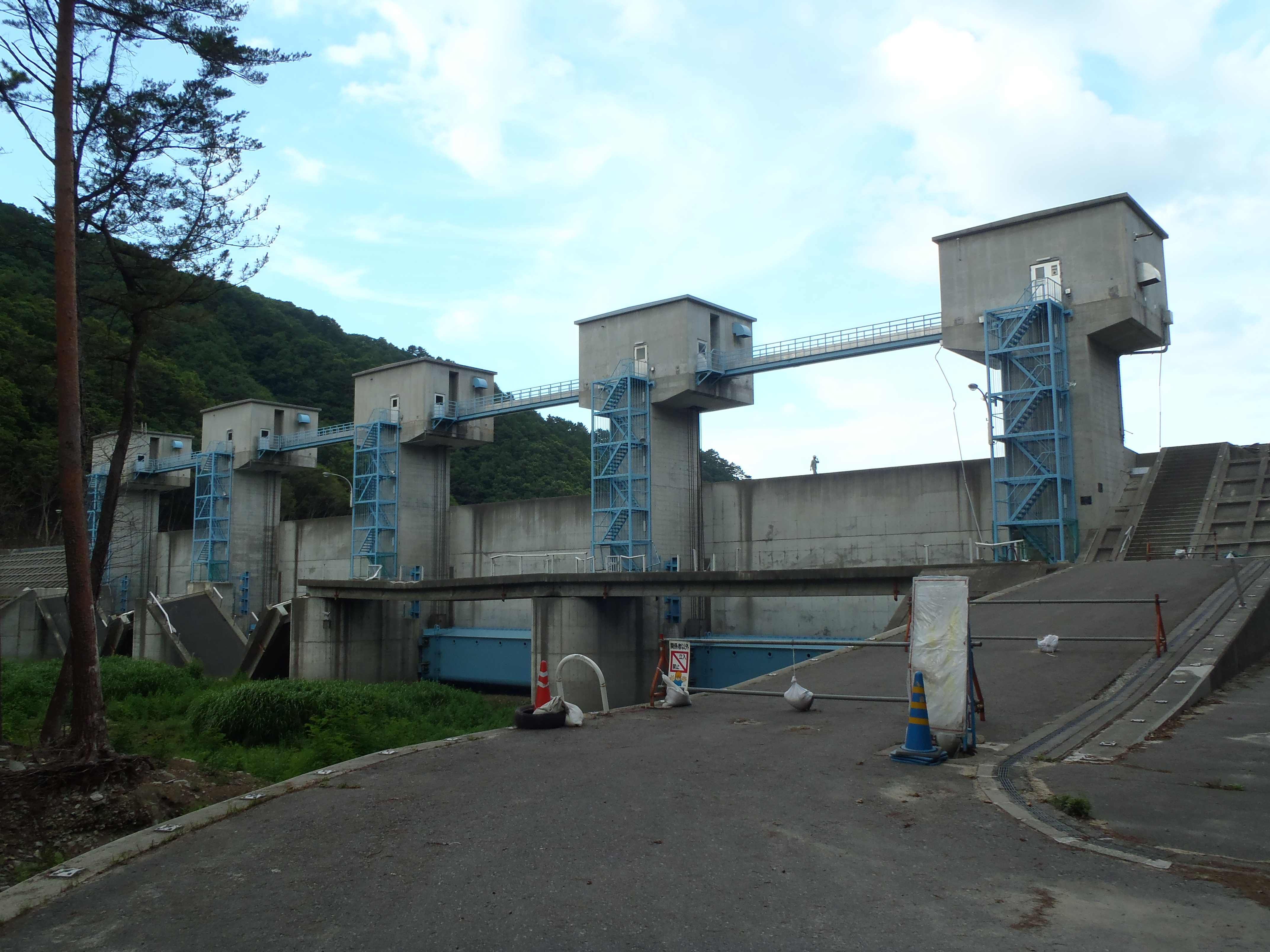
2011年8月4日、水門の内側から撮影。管理用の橋が破損しているのが分かる。

2011年（平成23年）3月11日の東日本大震災発生後、遠隔操作により閉門を行っていたが、途中で停電したため、一部を久慈消防署普代分署の立臼勝副分署長ら3人の消防士が手動で操作して津波の到達前に水門を閉鎖した。その後津波が到達し、水門を2メートルほど乗り越えたものの水門自体は決壊せず、津波は水門から数百メートル上流付近で停止した。乗り越えた津波により水門の上流側に設けた管理用の橋が破損したが、付近の小中学校や住宅などに浸水の被害はなかった。
普代村においては、普代水門と太田名部防潮堤が住宅地や集落中心部への津波到達を防いだため、普代村における震災の人的被害は、船の様子を見るため防潮堤の外に出た行方不明者1人のみで、死者はゼロ、被災民家も無かった。今回の震災において、宮古市田老地区（旧田老町）の高さ10メートルの大型防潮堤をはじめとする各地の水防施設が越水・破損により機能不全に陥る中、沿岸部で機能した数少ない堤防であった。ただし津波がより長い時間水門を越えていたり、より高い津波が来襲していたりした場合には、耐えきれず決壊した可能性もあったという。
村長の深渡宏は「先人の津波防災にかける熱意が村民を救った」と述べている。想定をやや上回ったとはいえ、防災のための公共事業の重要性を示すこととなった。